# Totila keleti gót király
Totila, más néven Baduila, avagy Badvila (516 – 552. július 1.), keleti gót király volt, aki 541-től a haláláig (552) uralkodott; Erarich király utódja.

## Uralkodása, harcai
A Ticinumot  birtokló gót nemesek, 541 év végén, Totilát, Hildibad király unokaöccsét választották meg a királyuknak. Ő ekkor a Tarvisiumban állomásozó gót csapatoknak a parancsnoka volt, az előkelők itt keresték fel Totilát, aki el is fogadta a királyi koronát.  Az energikus, hadvezéri talentumokkal megáldott uralkodót, a kezdetektől fogva, az Itália feletti keleti gót uralom visszaállítása, valamint a Witiges uralkodása alatt, Róma sikertelen ostroma során elesett gótok halálának a megbosszulása vezérelte.
Totila, tervei elérése végett, céltudatosan, Róma bekerítésére törekedett, továbbá arra, hogy minél nagyobb itáliai területeket a hatalma alá vonjon. Ennek érdekében, 542 tavaszán, viharos támadást indított, és Faventia mellett legyőzött egy bizánci sereget. Ez után Tuscia, Kampania, Szamnium, továbbá Lukania, Apulia és Kalabria tartományokban városokat hódoltatott, és pusztított; de Ravenna a bizánciak kezében maradt. Itália lakosaiban már Totila neve rémületet keltett.  Totila, 543 tavaszán, bevette Neapoliszt (Beneventumot már 542-ben elfoglalta), majd 543/544 fordulóján, Róma felé indult. Totila sikerei miatt, I. Iusztinianosz császár – 544-ben – úgy döntött, hogy a korábban Itáliában már sikeresen harcolt Belizárt visszaküldi Itáliába. Belizár azonban, az Adriai-tenger partján, nagyon sok időt elvesztegetett, csapatok összegyűjtésével küszködött. Totila közben, árulást követően, bevette a Róma közeli, erődített várost, Tiburt, így készülve Róma ostromára. A város kapuit a bizánci őrség (Kis-Ázsia Izauria tartományából származó katonák), a város lakóival való összetűzések miatt, megnyitották a gótok előtt. Belizár erői elégtelenek voltak Totila megtámadására, a bizánci hadvezér Ravennában várakozott, és – szinte „eseménytelen” hónapokat követően –, 545 nyarán, Totila serege letáborozott Róma előtt. Megkezdődött a keleti gótok második ostroma Róma ellen (az első Witiges vezérletével, 537. márciustól, 538. márciusig tartott). Az Örök Város körülzárása hosszú hónapokig elhúzódott, éhínség és betegség miatt, Rómában szörnyűséges állapotok uralkodtak. A rómaiak Pelágiusz diakónus, a későbbi I. Pelágiusz pápa személyében, követet küldtek Totilához (546 tavasz), tárgyalásaik eredménytelenek voltak, a harcoló felek nem kötöttek fegyverszünetet. (Vigiliusz pápa már Róma körülzárása előtt, Szicíliában tartózkodott, a szigetről – 545. novemberben – Theodóra császárné hívására, Bizáncba kellett mennie.) Az éhező rómaiak végül elérték a bizánci helyőrség két görög parancsnokánál, Besszasznál és Konónnál, hogy – pénz fizetése ellenében –, a várost elhagyhatták; Rómának, az ostrom miatt, már amúgy is jelentősen csökkent a lakossága, így a népesség tovább fogyatkozott, egyre kevesebben maradtak a városban.  Azonban, akik elhagyták a várost, azokra is szomorú sors várt: Voltak, akiket a gótok megöltek, de sokan, továbbra sem jutva élelemhez, éhen haltak.
Végül, még ebben az évben (546), Belizár megkísérelhette Róma felmentését. Elhagyta Ravennát, és Hydruntumból kihajózott, hogy Portuszba – Róma Ostia Anticától északnyugatra fekvő kikötőjébe – érkezve, innen segítséget juttasson be az ostromlott városba. Belizár kísérlete nem sikerült, ugyanis a Totila által, a Tiberisz folyón állíttatott blokádot, nem tudta áttörni, nem jutott be Rómába, Belizár – betegen – Portuszban rekedt. (Belizár kísérlete azért sem sikerült, mert a gótoknak a Rómát körülzáró ostromgyűrűjét, nem sikerült két oldalról megtámadni. A szárazföldön, Dél-Itáliában, a Johannesz („Véres János”) parancsnoksága alatt vonuló bizánci sereget, ugyanis a gótok Capuae mellett feltartóztatták, a görögök nem juthattak el Rómáig.)
Totila türelmes hadviselése beérett, 546. decemberben elfoglalta Rómát. Akárcsak Tibur bevételekor, az Örök Városban is a bizánci őrség Izauria tartományából származó katonáinak az árulása kellett a gótok sikeréhez, ugyanis ezek a katonák az egyik városkaput kinyitották a gótoknak, akik így tudtak bevonulni a városba. Az elhúzódott harcok miatt, a gótok bosszúvágyának több római áldozatul esett, a gótok elhagyatott házakat felgyújtottak, de Totila megkímélte az antik Róma emlékeit; lehet, hogy ebben közrejátszott a Portuszban tehetetlenül várakozó Belizár kérése, amit levélben intézett a gót királyhoz.  Totila azonban Róma városvédő falainak az egyharmadát leromboltatta, majd a szinte kiüresedett várost – talán ötezer lakos maradt Rómában –, önként elhagyta; helyőrséget nem hagyott Rómában; Lukania és Apulia felé távozott a seregével.
Belizár kihasználta a kínálkozó alkalmat, és 547 tavaszán, Portuszból kiindulva, akadályoztatás nélkül, bevonult Rómába. Belizár rögtön nekilátott a városvédő falak helyreállításának, és a város környékére menekült polgárok közül sokan visszatértek Rómába. Totila, úgy tűnik, megbánta Róma elhagyását, ugyanis gyorsan visszafordult seregével, és a gótok megkezdték Róma ostromát, immár harmadszor. Belizár sikeresen megvédte Rómát, Totila – körülbelül egy hónap elteltével, tehát még 547 tavaszán – felhagyott az ostrommal, elvonult Róma alól, a bizánciakkal való harcok súlypontja Dél-Itáliába tevődött át. Totila, a dél-itáliai harci cselekményekkel, tulajdonképpen rákényszerítette Belizárt arra, hogy az itteni bizánci erők segítése végett, elhagyja Rómát, amit Belizár 547 telén meg is tett, végleg elhagyta az Örök Várost, de bizánci helyőrséget hátrahagyott. Belizár Tarentum felé hajózott, de egy tengeri vihar Kroton kikötőjébe sodorta. Totila – 548 elején – a Kalabriában fekvő Roscianum (Roscius) városát ostromolta. Belizár, Krotonból, a csapatait a Roscianumot körülzáró gótok ellen küldte (Belizár maga nem vett részt a csatában), lovassága meg is futamította a gótoknak a táborukon kívül állomásozó csapatát. A menekülő gót harcosok, a táborukba érve, jelentették a támadást Totilának, aki a seregével a bizánciak ellen indult, és a vezérük, Belizár távollétében, fegyelmezetlenné vált bizánciakat legyőzte. Belizárt seregének veresége elkeserítette, az akkor még bizánciak kezén lévő Messzanába távozott, itt érte I. Iusztinianosz császár parancsa, amellyel az uralkodó visszahívta Itáliából, Belizár így Itáliát is végleg elhagyta. Roscianum városa megadta magát Totilának.
Totila továbbra is Róma megszerzésére törekedett. Már 549 első hónapjaiban, körül vette serege az Örök Várost, azaz, a bizánci – keleti gót háború során, Totila már harmadszor – a gótok, összességében, negyedszer – támadták Rómát, az ostrom nem tartott sokáig. Rómát ismét árulás juttatta Totila kezébe, ezúttal is az izauriai katonák engedték be a gótokat a városba, akiknek a bizánciak jelentős összegű zsoldhátralékkal tartóztak. Totila másodszor is Róma ura lett, és azt gondolta, Rómának és annyi itáliai tartománynak a birtoklásával, elérheti azt, hogy I. Iusztinianosz császár elismeri Itália feletti uralmát. Nem így történt, követküldése nem járt eredménnyel;  a Bizáncban tartózkodó Vigiliusz pápa, és Rufius Petronius Nicomachus Cethegus, szenátor és patrícius, volt konzul, egyre nagyobb nyomást gyakoroltak a császárra, egész Itália visszahódítása végett; ennek azonban még nem érkezett el az ideje.
Totila Rómát elhagyta (549-ben, de az Örök Város most még nem lett újra a bizánciaké); flottát szervezett, és Latium provincia partjairól támadva, birtokba vette a nagy szigeteket, Szicíliát, Szardíniát és Korzikát.
A háborúban akkor következett be gyökeres fordulat, miután – 551 végén, avagy 552 elején – I. Iusztinianosz császár az eunuch Narszészra bízta az Itáliába tartó bizánci sereg parancsnokságát, azzal, hogy győzze le a gótokat. Narszész a seregével, amelyben a bizánciak mellett, hunok, gepidák, longobárdok és herulok is harcoltak, Dalmatiából áthajózott Itáliába, és Ravennánál partra szállt. Totila Rómában tartózkodott (ahova Szicíliából tért vissza), de nem maradt a városban, hanem seregével Narszész elé vonult, csekély létszámú helyőrséget Rómában hagyva. A döntő ütközetre, 552. július 1-én (avagy június 30-án) került sor, Taginae városka mellett, a Busta Gallorum („a gallok sírdombja”) nevű magaslaton, ez volt a Busta Gallorum-i csata (avagy taginae-i csata). Narszész elsöprő győzelmet aratott a gótok felett, a csatában Totila halálos sebet kapott, és menekülése során, a csatatérhez közeli Caprae településen , meghalt.
Totila uralkodása így eredménytelenül ért véget, nem sikerült az Itália feletti uralmát senkivel sem elismertetnie, sem Itália lakosaival, sem Bizánccal. Háborúi – éppen úgy, mint a bizánci – keleti gót háború más eseményei –, óriási emberáldozattal jártak, és hatalmas pusztításokat hoztak az anyagi javakban, erőforrásokban; az antik Róma világa pedig végleg letűnt korszakká vált.
Totila – megszépített – személye azonban hősként élt tovább az irodalomban (például Felix Dahn: "Harc Rómáért" [1876] című regényében). Emléktáblája látható a Regensburg közeli Walhallában, amely antik, görög – római templomot mintázó építményt, a jeles germán / német személyek emlékhelyének építettek.

## Szépirodalom
- Felix Dahn: Ein Kamp um Rom. 1 Band, 2 Band, 3 Band. , ,  - hozzáférés: 2022. január 14.
- Frideczky József: Roma Aeterna. Új Ember Kiadó, Budapest, 2013.
- Robert Graves: A vitéz Belizár. Európa Könyvkiadó, Budapest, 2002.